# 187 km (przystanek kolejowy w obwodzie briańskim)
187 km (ros. 187 км) – przystanek kolejowy w pobliżu miejscowości Biełyj Kołodieź, w rejonie nowozybkowskim, w obwodzie briańskim, w Rosji. Położony jest na linii Briańsk - Homel.